# Everyday Slaughter
Everyday Slaughter è un album dei Disfear pubblicato nel 1997 dalla Osmose Productions.

## Tracce
1. With Each Dawn I Die
2. Anthem of Agony
3. Crimscene: Worldwide
4. A Race for Power
5. Spectre of Genocide
6. Everyday Slaughter
7. Subsistance
8. Totalitarian Control
9. Frustration
10. Aftermath
11. 101 Overkill
12. Captured By Life
13. ...In Fear